# Brassolis sophorae
Espèce
 Brassolis sophorae  est une espèce de lépidoptères (papillons) de la famille des Nymphalidae, de la sous-famille des Morphinae, de la tribu des Brassolini.

## Description

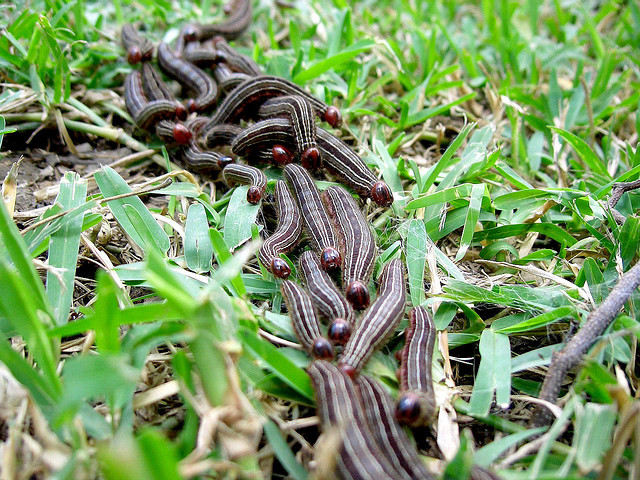
Chenilles de Brassolis sophorae
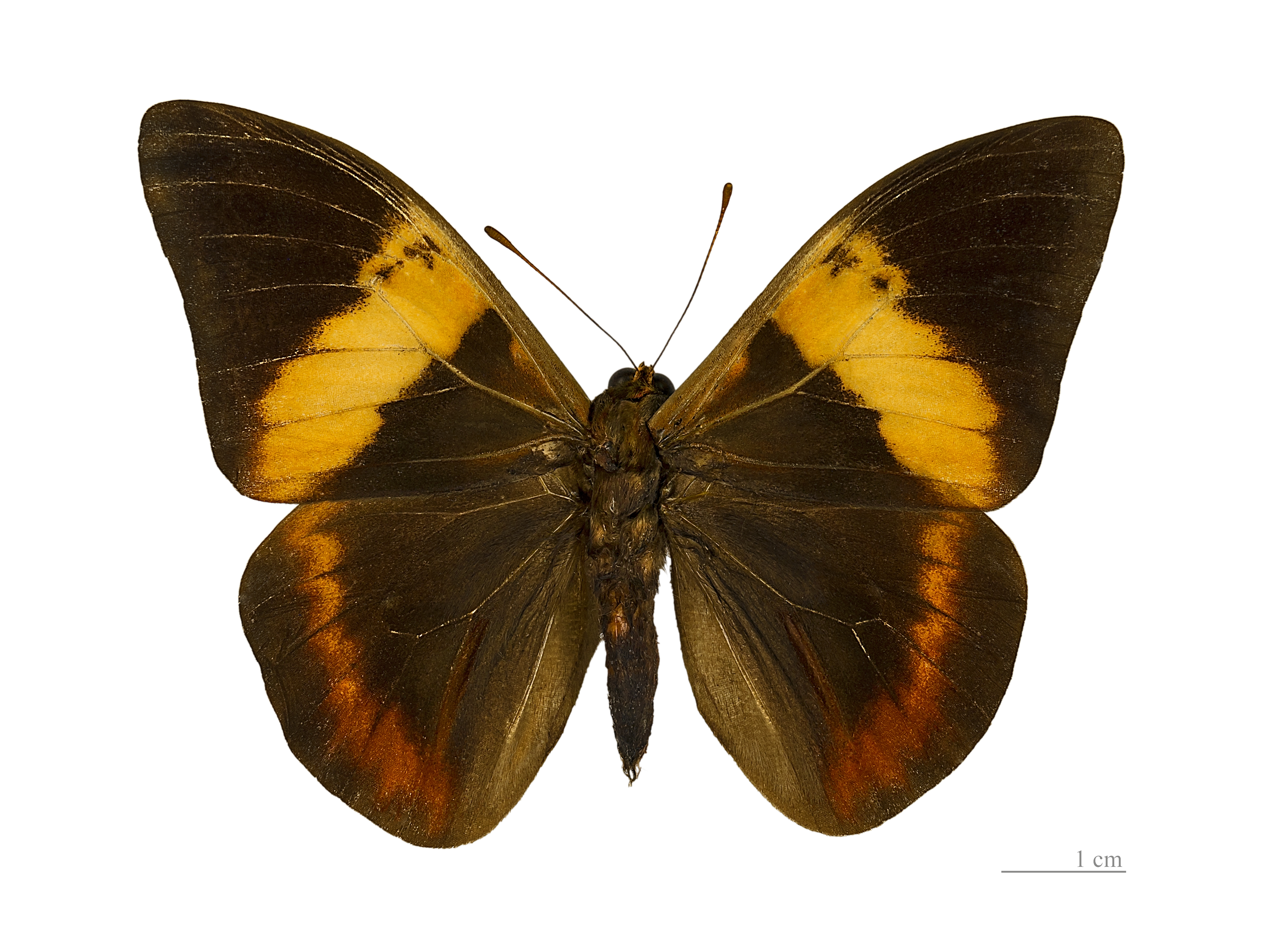
♂ - MHNT
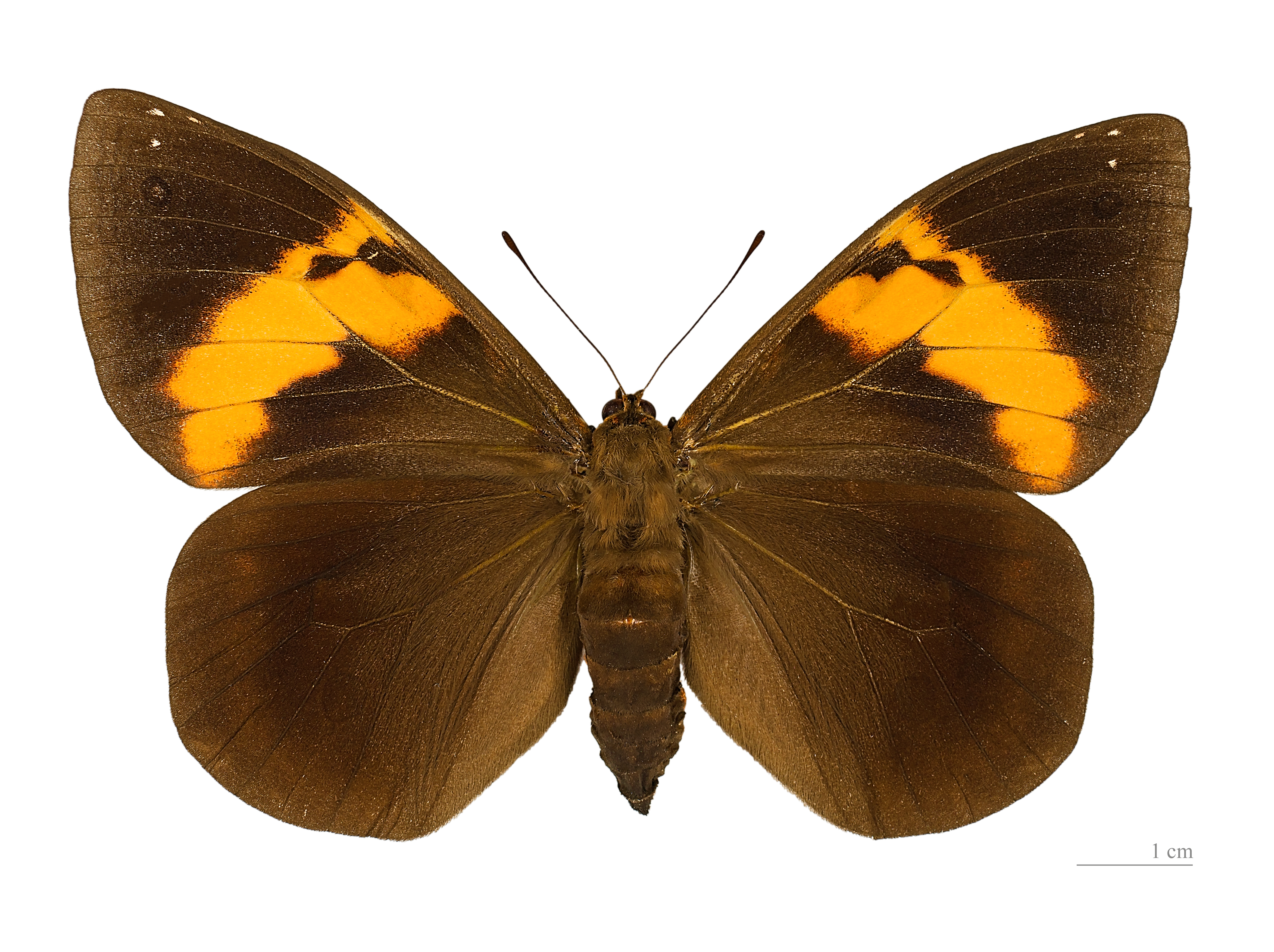
♀ - MHNT
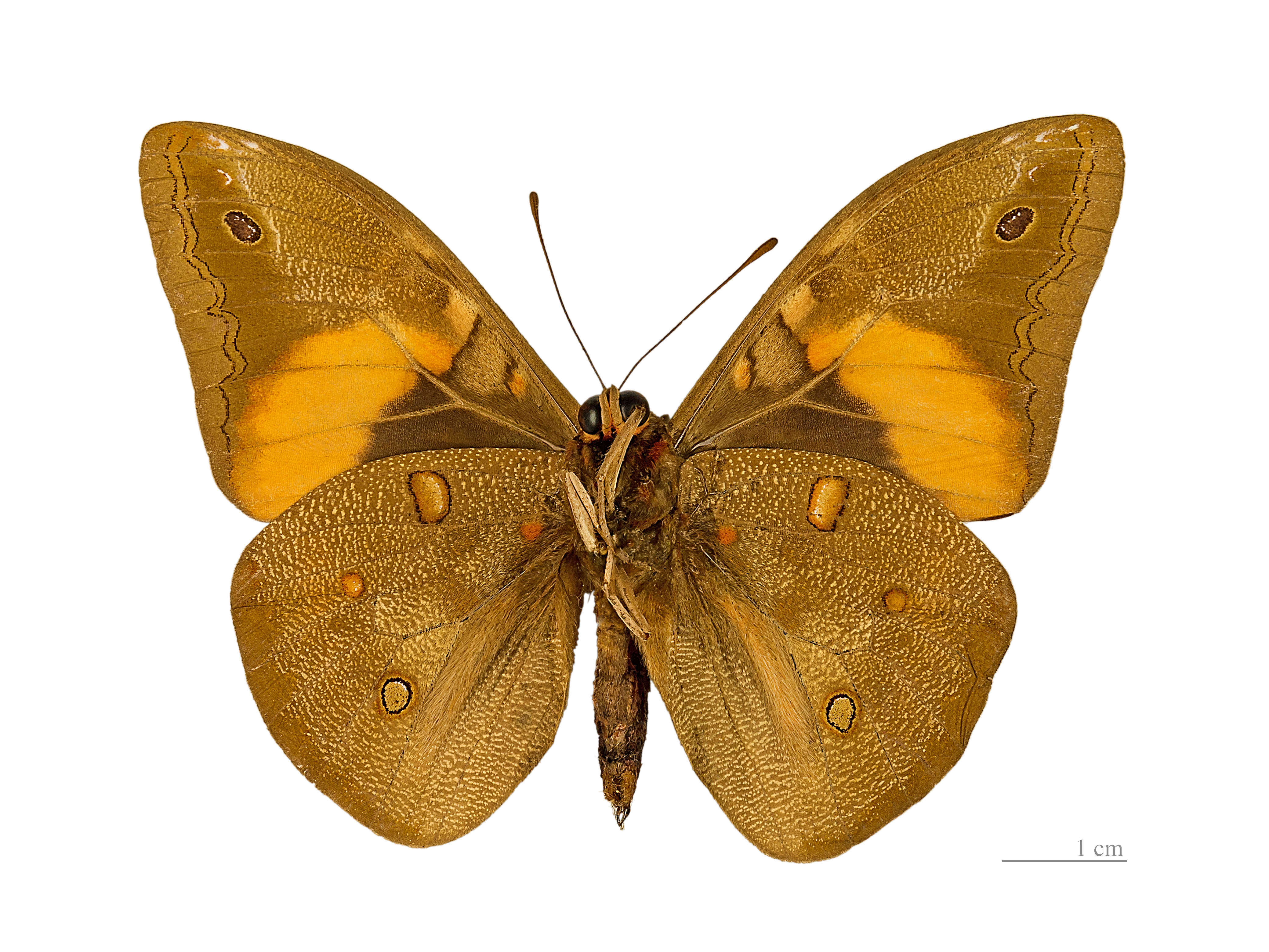
♂△ - MHNT
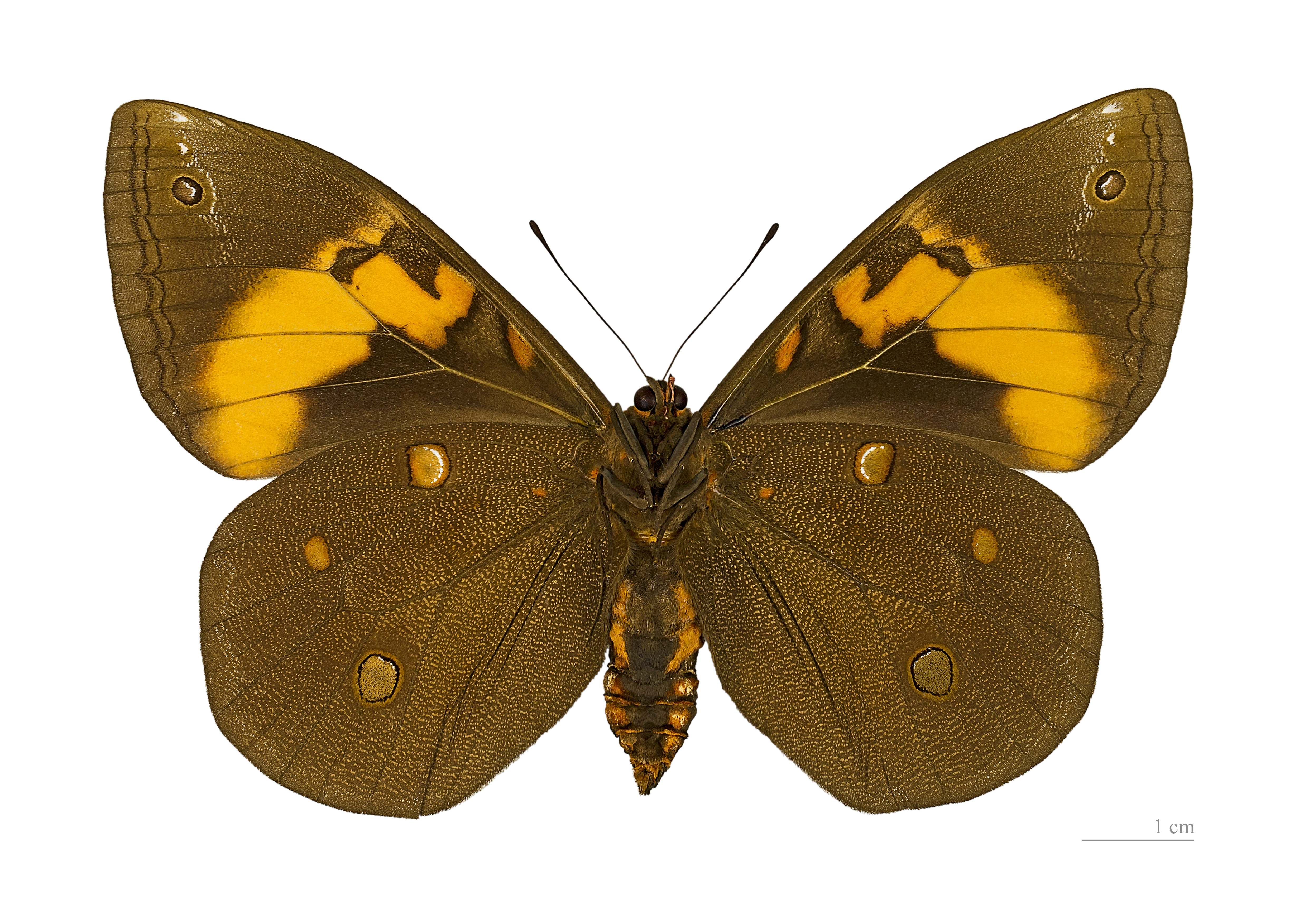
♀△ - MHNT

## Systématique
- L'espèce  Brassolis sophorae a été décrite par le naturaliste suédois Carl von Linné en 1758, sous le nom initial de Papilio sophorae[1].
- C'est l'espèce type pour le genre.

### Synonyme
- Papilio sophorae Protonyme

### Taxinomie
Liste des sous espèces
- Brassolis sophorae sophorae

Synonymie pour cette sous espèce
Papilio rufescente-fuscus (Goeze, 1779)
- Brassolis sophorae luridus (Stichel, 1902) [2]
- Brassolis sophorae vulpeculus (Stichel, 1902)
- Brassolis sophorae ardens (Stichel, 1903)
- Brassolis sophorae laurentii (Brown & Mielke, 1967)[3]
- Brassolis sophorae philomela (Stichel, 1925)
- Brassolis sophorae dinizi (d'Almeida, 1956)